# Новосёловка (Николаевский район)
Новосёловка (укр. Новосе́лівка) — село в Украине, ныне входит в состав Николаевского района Николаевской области.  
До 1946 года, село Новосёловка имело название Гальбштадт (нем. Halbstadt), с 1939 до 1965 года село входило в состав Варваровского района, Николаевской области, Украинской ССР. (7 июня 1946 года указом ПВС УССР село Гальбштадт переименовано в Новоселовку). 
В 1941 — 1944 годах село Гальбштадт находилось под немецко-румынской оккупацией. 
С 27 февраля 1932 до 1939 года, село Гальбштадт входило в состав Карл-Либкнехтовского района, Одесской области, Украинской ССР.  
С 1926 до 1932 года Карл-Либкнехтовский (немецкий) район входил в состав Николаевского округа.  
Колония Гальбштадт была основана в 1869 году этническими немцами переселенцами из других колоний Березанского округа в 30 км от Николаева.  
В 1943 году на территории поселка проживало 677 жителей. 
Население по переписи 2001 года составляло 286 человек. Орган местного самоуправления — Криничанский сельсовет. Расстояние до райцентра составляет 36 км и проходит автодорогой Т-1506.
Почтовый индекс — 57121. Телефонный код — 512.

## История
Первое упоминание о населенном пункте на месте современного села, встречается в работе Пивовара А. В. «Поселение Херсонской губернии по уездным алфавитам 1856».  Там идет речь о хуторе Голиков, который в то время имел 6 дворов и принадлежал гражданину Голикову — канцеляристу в городе Николаеве.
В 1867 году в Российском государственном архиве древних актов поселение упоминается как колония Гальбштадт, земли вокруг которой купили немецкие выходцы из колонии Карлсруэ и других соседних колоний Тилигул — Березанского колониального округа между 1861—1865 годами. 
В 1896 году немецкая колония Гальбштадт (Болгарка) при реке Солониси имела 34 двора, 267 жителей (132 мужчины и 135 женщин).  В колонии была школа, которая насчитывала 36 учеников (23 юноши и 13 девочек) и корчма. 
В 1925—1939 годах село Гальбштадт входило в состав Карл-Либкнехтовского (Ландауского) района,  до 1932 года район находился в составе Николаевского округа. 27 февраля 1932 года Карл-Либкнехтовский район перешёл в состав образованой Одесской области Украинской ССР.
После упразднения Карл-Либкнехтовского (немецкого) района в 1939 году основан Варваровский район с центром в местечке Варваровка. И село Гальбштадт перешло в состав Варваровского района, в составе Николаевской области Украинской ССР.
В ходе Великой Отечественной войны в 1941 - 1944 годы село Гальбштадт находилось под немецко-румынской оккупацией.
В 1946 году указом ПВС УССР село Гальбштадт переименовано в Новоселовку.
В 1965 году Варваровка включена в состав Николаева, и с тех пор Варваровский район называется Николаевским районом.     
Ныне село Новоселовка входит в состав Николаевского района в Николаевской области.

## Памятники
В 1893 году в Гальбштадт на средства местных жителей построен католический костел Святого Антуана Падуанского.  Церковь действовала непрерывно до 1929 года, когда была закрыта по решению ВУЦИК и начала использоваться как склад местным колхозом имени Э. Тельмана.  Сейчас храм находится в состоянии разрушения.  Занесен в перечень архитектурных памятников Николаевского района Николаевской области.     
На фасаде здания уставлена табличка с надписью: «Немецкая церковь XIX века. Памятник архитектуры. Охраняется законом».    

## Местный совет
57121, Николаевская обл., Николаевский р-н, с. Кринички, ул. Победы, 2б; тел. 33-40-18